# Kawasaki C-5
«Каваса́кі C-5» (англ. Kawasaki C-5) — одномоторний суцільнометалевий поштовий літак створений компанією Kawasaki паралельно з експериментальним винищувачем монопланом Kawasaki Ki-5 на замовлення газети Асахі Сімбун. Під час розробки мав позначення «KDC-5» від Kawasaki Dockyard, Civil.

## Історія
У червні 1933 року газета Асахі Сімбун замовила в Kawasaki виробництво сучасного швидкісного літака зв'язку з великою дальністю польоту і не надто складним технічним обслуговуванням. Початково над дизайном KDC-5 працював Ріхард Фогт, але доволі швидко головним конструктором став Шіґекі Найто. Робота над замовленням йшла паралельно розробці Ki-5, і KDC-5 на ділі був збільшеною версією останнього. Оскільки літак мав цивільне призначення, замість висотного двигуна «Ha-9», що встановлювався на винищувачі, використали надійніший двигун BMW VIII.
С-5 мав аеродинамічний профіль крила NACA M-12 з невеликим вигином поблизу фюзеляжу для кращої видимості вниз. Фіксоване шасі обладнувалось гальмами і великими обтічниками, останні мали розширюватись і використовуватись як повітряне гальмо, але від ідеї відмовились через складність реалізації. Довга кабіна вміщала двох членів екіпажу, а простір між ними міг вмістити пасажира чи вантаж.
Прототип був завершений в лютому 1934 року, перший політ з аеродрому в Какаміґахарі відбувся 17 лютого. Після успішних фабричних випробувань C-5 передали Асахі Сімбун, де він дістав назву «Асахі 110» (ідентифікатор J-BBEA). На момент виготовлення C-5 мав найбільшу швидкість і дальність з японських цивільних літаків.
Дальність польоту дозволяла легко перелітати в будь-яке місце в Японії, а також у недавно створеній Маньчжурії. У березні 1934 року C-5 мав здійснити безперервний переліт з Осаки до Сіньцзін (Маньчжурія) з новинами з нагоди дня заснування Маньчжурії, але літак здійснив вимушену посадку недалеко від Сіньцзіна через замерзання паливної суміші. Втім, 10 вересня 1934 року C-5 здійснив успішний рекордний переліт з Пекіну до Токіо, подолавши 2630 кілометрів за 9 годин 34 хвилини.
Kawasaki планували виготовити покращену версію C-6 з висувним шасі, але проєкт не реалізовано.

## Тактико-технічні характеристики
Дані з Japanese Aircraft 1910—1941

### Технічні характеристики
- Екіпаж: 2 особи
- Довжина: 9,13 м
- Висота: 2,6 м
- Розмах крила: 13,42 м
- Площа крила: 30 м²
- Маса пустого: 1725 кг
- Маса спорядженого: 2860 кг
- Навантаження на крило: 95,4 кг/м²
- Двигун: 12-циліндровий V-подібний Kawasaki BMW VIII водяного охолодження
- Потужність: 600—800 к. с.
- Гвинт: дволопатевий дерев'яний гвинт
- Питома потужність: 4,7 кг/к.с.

### Льотні характеристики
- Максимальна швидкість: 336 км/год на рівні моря
- Крейсерська швидкість: 250 км/год
- Швидкість при посадці: 125 км/год
- Час набору висоти 3000 м: 7 хвилин 30 секунд
- Практична висота: 7000 м
- Дальність польоту: 1980 км
- Час польоту: 7 годин